# 틀랄록
틀랄록(나와틀어: Tlāloc [ˈtɬaːlok])은 아스텍 종교의 신이다. 관장하는 부문은 비와 지력(地力), 즉 농사를 관장한다. 생명과 일용할 양식을 주는 신으로서 숭배받은 동시에, 우박과 천둥번개를 내리는 신으로서 공포의 대상이기도 했다. 또한 동굴, 샘물, 산맥도 틀랄록과 관계가 있다고 했으며, 틀랄로칸에 틀랄록 신이 거주한다고 생각되었다. 동물의 형태는 해오라기나 조개, 달팽이 같은 수생성 동물들이다. 멕시코산 천수국인 야우틀리도 이 신의 상징으로서 종교제의 때 이 꽃의 번제가 이루어졌다.
틀랄록 신앙은 고중세 멕시코에서 가장 오래되고 가장 보편적인 신앙 중 하나였다. 틀랄록이라는 이름은 분명히 아스텍 언어지만, 틀랄록과 같은 신격인 "산 위에 사는 천둥신" 개념은 늦어도 테오티우아칸만큼 오래 되었을 것이며, 마야의 착은 틀랄록과 동일 신격으로 여겨진다. 어쩌면 그보다도 전의 올멕 문명에서 기원한 것일 수도 있다. 실제로 테오티우아칸 지하에서 틀랄록 사원이 발굴되었다.
틀랄록 숭배제의를 아틀리카우알코(Atlcahualo)라 했으며, 서양력으로 2월 12일부터 3월 3일까지 진행되었다. 아틀리카우알코의 희생제물은 어린이 일곱 명이었다. 틀랄록은 산신이기 때문에 어린이들을 잘 꾸며서 산 위의 신전까지 데려가 심장을 뽑는다. 가는 길에 꽃과 깃털을 뿌려서 축복했다. 산 위로 끌려가는 아이가 눈물을 흘리면 그것을 비와 동일시해서, 비가 많이 내릴 징조라 하여 기뻐했다.